# Ропа вьеха

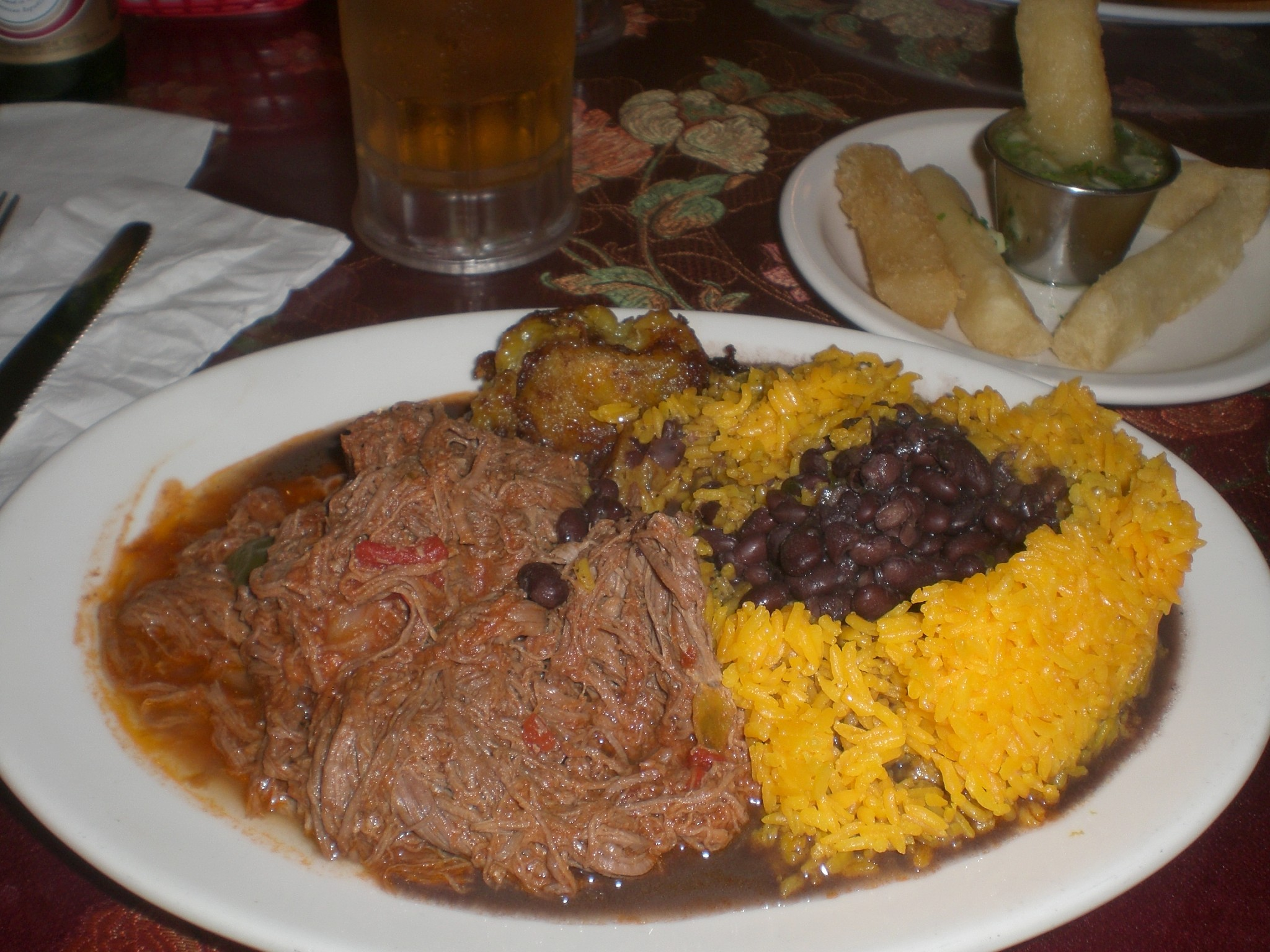
Ропа вьеха

Ро́па вье́ха (исп. Ropa vieja — «старая одежда») — мясное блюдо с гарниром из овощей, распространённое на Кубе и в некоторых других странах Латинской Америки (весьма широко распространено на Канарских островах) . В различных вариантах готовится также в Венесуэле, Мексике, Доминиканской Республике, Пуэрто-Рико, в испаноязычных общинах США.

## История
Название «старая одежда», по одной версии, происходит от того, что блюдо часто готовили с использованием остатков еды, а по другой — из-за того, что волокна мяса напоминают старые лохмотья. Существует легенда, как однажды бедный старик сорвал с себя одежду и начал её варить, чтобы накормить свою голодную семью. Пока одежда готовилась, мужчина молился, и она превратилась в блюдо из мяса и овощей.
Известное с XII столетия, это блюдо изначально готовилось евреями-сефардами средневековой Испании. Позднее получило распространение на Канарских островах, оттуда попало на Кубу.
Самые ранние документы, упоминающие ропа вьеха на Кубе, появились в 1857 году в кулинарной книге под названием Nuevo Manual del Cocinero Cubano y Español.  Но еще одним указанием на то, что ропа вьеха возникло в Испании, является его присутствие в филиппинской кухне (Филиппины также были испанской колонией).
Ропа вьеха уже не так распространена в повседневной кубинской кухне, как раньше, поскольку правительство ограничивает потребление говядины.
Ропа вьеха и говядина в целом — блюда, предназначенные для богатых и туристов из-за дефицита и дороговизны мяса.

## Приготовление
В настоящее время основу ропа вьеха составляет мясо, тушёное в томатном соусе. На Канарских островах для этого берётся говядина, свинина либо мясо птицы, в кубинском (латиноамериканском) варианте используется только говядина (телятина) различных видов, иногда комбинированные друг с другом (грудинка, брюшина, шейная часть и пр.).
Как гарнир к ропа вьеха используется отваренный жёлтый (на Кубе — «восточный конгри», «Морос и Кристианос») или белый (в Мексике) рис с чесноком как приправой, маниок, чёрные бобы, лук, сваренные вкрутую яйца (в Мексике), бананы.